# Pithauria
Pithauria là một chi bướm ngày thuộc họ Bướm nâu.